# Putu Wiradamungga
Putu Wiradamungga Adesta (ur. 2 grudnia 1991) – indonezyjski judoka. Olimpijczyk z Londynu 2012, gdzie zajął siedemnaste miejsce w wadze półśredniej.
Startował w Pucharze Świata w 2010 i 2014. Uczestnik igrzysk azjatyckich w 2014. Brązowy medalista igrzysk Azji Południowo-Wschodniej w 2013 roku.

## Letnie Igrzyska Olimpijskie 2012
| Konkurencja | Eliminacje              | Klas. końcowa |
| Konkurencja | Przeciwnik I            | Miejsce       |
| ----------- | ----------------------- | ------------- |
| 81 kg       | László Csoknyai (HUN) P | 17.           |